# Microporellus fuliginosus
Microporellus fuliginosus är en svampart som beskrevs av Corner 1987. Microporellus fuliginosus ingår i släktet Microporellus och familjen Polyporaceae.   Inga underarter finns listade i Catalogue of Life.